# Nettoprinzip (Steuerrecht)
Nach dem objektiven Nettoprinzip dürfen in Deutschland grundsätzlich nur Nettoeinnahmen, also Einnahmen nach Abzug von Werbungskosten oder Betriebsausgaben, Gegenstand der Einkommenbesteuerung sein. Das subjektive Nettoprinzip verhindert die Besteuerung des Existenzminimums. Das objektive und subjektive Nettoprinzip sind Ausfluss des Leistungsfähigkeitsprinzips, welches das Bundesverfassungsgericht aus Art. 3 GG ableitet. Danach muss sich die Steuer nach der individuellen finanziellen Leistungsfähigkeit bemessen, damit jeder Steuerpflichtige nur in dem seiner individuellen Leistungsfähigkeit entsprechenden Umfang zur Einkommensteuer herangezogen wird. Das Nettoprinzip begrenzt somit den Gestaltungsspielraum des Steuergesetzgebers.

## Objektives Nettoprinzip

### Grundsatz
Das objektive Nettoprinzip gebietet, dass der Steuerpflichtige Aufwendungen, die er zur Erzielung von Einnahmen aufwendet, von den Einnahmen absetzen (= abziehen) darf. Denn nur das verbleibende Nettoeinkommen steht zur Befriedigung privater Bedürfnisse auch tatsächlich zur Verfügung.
Beispiele für einkünfteerzielungsbedingte Aufwendungen, die von den Einnahmen abgezogen werden, sind z. B. Fachliteratur, Werkzeuge, Bürobedarf, Bewerbungskosten, Fortbildungskosten, Kreditzinsen, die Kosten für Fahrten zwischen Wohnung und Arbeitsstätte, Mehraufwendungen für doppelte Haushaltsführung.

### Unmittelbarer Verfassungsrang
Das Bundesverfassungsgericht hat bisher offengelassen, ob das objektive Nettoprinzip Verfassungsrang hat, weil das bisher noch nicht für ein Urteil entscheidungserheblich wurde.
Nach der in der Literatur vertretenen Ansicht verbietet der in der Finanzverfassung gemäß Art. 106 GG und Art. 107 GG vorgegebene Typus der Einkommensteuer einen strukturellen Umbau zu einer „Bruttosteuer“ bzw. einer Objektsteuer, da das objektive Nettoprinzip als Typus bestimmendes Merkmal für die Einkommensteuer identitätsstiftend ist. Im Übrigen besteht ein weiter Gestaltungsspielraum für den Steuergesetzgeber.

### Mittelbarer Verfassungsrang

#### Besteuerung nach Leistungsfähigkeit
Das objektive Nettoprinzip ist nach der Rechtsprechung des Bundesverfassungsgerichts jedenfalls die konkrete gesetzliche Ausgestaltung des verfassungsrechtlichen Leistungsfähigkeitsprinzips, und als solche eine Grundentscheidung, die der Gesetzgeber folgerichtig umzusetzen hat. Dies bedeutet, dass grundsätzlich alle erwerbsbedingten Kosten abzugsfähig sein müssen. Die Verfassungskonformität von Ausnahmen vom objektiven Nettoprinzip werden an Art. 3 Abs. 1 GG (Allgemeiner Gleichheitssatz) gemessen.
Der Gesetzgeber muss im Interesse verfassungsrechtlich gebotener steuerlicher Lastengleichheit darauf achten, dass Steuerpflichtige mit gleicher Leistungsfähigkeit auch gleich hoch besteuert werden (horizontale Steuergerechtigkeit), während die Besteuerung höherer Einkommen im Vergleich zur Steuerbelastung niedrigerer Einkommen angemessen sein muss (vertikale Steuergerechtigkeit). Maßstab für die Gleichheit oder Ungleichheit der Besteuerung ist das Gebot der Folgerichtigkeit. Dieses Prinzip besagt, dass der Gesetzgeber Wertungswidersprüche zu vermeiden hat, indem er an seine eigenen Grundentscheidungen widerspruchsfrei anknüpft. Eine der Grundentscheidungen ist das objektive Nettoprinzip.
Nicht jede Abweichung vom objektiven Nettoprinzip (Ungleichbehandlung) ist auch eine Verletzung der Verfassung. Das Grundrecht eines Steuerpflichtigen (Art. 3 Abs. 1 GG) ist dann verletzt, wenn kein besonderer sachlich rechtfertigender Grund für eine Ungleichbehandlung besteht. Als besondere sachlich rechtfertigende Gründe können im Einzelfall in Betracht kommen:
1. Förderungs- und Lenkungsziele aus Gründen des Gemeinwohls. Dabei müssen die Förderungs- und Lenkungszwecke aber gleichheitsgerecht ausgestaltet sein,[9] und eine zweckgerechte gesetzgeberische Ausgestaltung aufweisen können.[10] Die Absicht, höhere Steuereinnahmen zu erzielen, ist als Rechtfertigungsgrund generell ungeeignet.
2. Individuell gestaltete Besonderheiten dürfen hier im Rahmen einer typisierenden Pauschalisierung durch den Gesetzgeber unberücksichtigt bleiben.[11] Die Typisierung muss aber auf einer möglichst breiten, alle betroffenen Gruppen und Regelungsgegenstände einschließenden Beobachtung beruhen.[12] Der Gesetzgeber darf keinesfalls einen atypischen Fall als Maßstab nehmen, er muss vielmehr den realitätsgerechten typischen Fall als Maßstab zugrunde legen.[13]
3. Grundsätzlicher (seinerseits verfassungskonformer) Systemwechsel bei der Abgrenzung von Betriebsausgaben und Werbungskosten. Von einem Systemwechsel zu unterscheiden ist die bloße Einführung von Sonderbestimmungen für einen Teilbereich von Aufwendungen, dies ist als Rechtfertigungsgrund generell ungeeignet.[14]

#### Problematik des gemischten Aufwands
Die Erwerbsbezogenheit des Aufwands ist dann problematisch, wenn eine private Mitveranlassung gegeben ist (gemischter Aufwand). Grundsätzlich ist der Gesetzgeber hier frei zu entscheiden, ob eine Aufteilung in abziehbaren Aufwand und nicht abziehbaren Aufwand gewährt wird. Es gilt nach der Rechtsprechung des Bundesverfassungsgerichts aber die Einschränkung, dass pflichtbestimmter Aufwand (bzw. nicht frei disponibler Aufwand) steuerlich abziehbar sein muss. Pflichtbestimmter Aufwand ist vor dem Hintergrund des subjektiven Nettoprinzips zum einen alles, was zur Bestreitung des Existenzminimums des Steuerpflichtigen und seiner Familie notwendig ist. Im Bereich des objektiven Nettoprinzips ist notwendiger beruflicher Aufwand als pflichtbestimmter Aufwand anzusehen. Im Bereich der Fahrtkosten zur Arbeit ist pflichtbestimmter Aufwand auch dann gegeben, wenn die Entfernung zwischen Wohnung und Arbeitsplatz durch die Wohnungssituation oder Rücksichtnahme auf die Familie (Art. 6 GG) beeinflusst ist.
„Unterhalb“ des Verfassungsrangs hat der Bundesfinanzhof durch den Beschluss des Großen Senats vom 29. September 2009 – mit wesentlichem Verweis auf das objektive Nettoprinzip – ein vorher jahrzehntelang herrschendes „Aufteilungsverbot“ bei gemischter Veranlassung aufgehoben. In bestimmten Fällen kann danach ein beruflich veranlasster Anteil von Aufwendungen bestimmt und abgezogen werden (vgl. Betriebsausgabe).

### Rechtsprechung
- Die durch das Steueränderungsgesetz 2007 eingeführte Abzugsbeschränkung der Kosten für ein häusliches Arbeitszimmer wurde mit Beschluss des Bundesverfassungsgerichts vom 6. Juli 2010 für verfassungswidrig erklärt. Ein Arbeitszimmer muss zumindest immer dann steuerlich abzugsfähig sein, wenn dem Steuerpflichtigen kein anderweitiger Arbeitsplatz zur Verfügung steht. Der Gesetzgeber wurde aufgefordert, rückwirkend ab dem 1. Januar 2007 den verfassungswidrigen Zustand zu beseitigen.[17]
- Die Abschaffung des Betriebsausgaben- bzw. Werbungskostenabzugs für Fahrtkosten von und zur Arbeit (Pendlerpauschale) durch das Steueränderungsgesetz 2007[18] wurde mit Urteil des Bundesverfassungsgerichts vom 9. Dezember 2008 für verfassungswidrig erklärt.[19]
- Die Begrenzung des Betriebsausgaben- bzw. Werbungskostenabzugs von Aufwendungen für doppelte Haushaltsführung auf insgesamt zwei Jahre wurde mit Beschluss des Bundesverfassungsgerichts vom 4. Dezember 2002 für verfassungswidrig erklärt.[20]

### Rechtsvergleich
Im Europarecht und den Doppelbesteuerungsabkommen wird regelmäßig eine Besteuerung auf Nettobasis vorgeschrieben. Es ist festzustellen, dass der deutsche Gesetzgeber das objektive Nettoprinzip zunehmend missachtet, für Fälle mit EU-Auslandsbezug aber durch den Europäischen Gerichtshof zu einer Besteuerung auf Nettobasis gezwungen wird. Auch ausländische Steuerrechtsordnungen beruhen regelmäßig auf einer Besteuerung auf Nettobasis. Ein vom Heidelberger Steuerrechtler  Ekkehart Reimer vorgenommener Vergleich ergab, dass es im internationalen Vergleich kaum ein Land gibt, in dem so wenig Betriebsausgaben- bzw. Werbungskostenabzüge möglich sind wie in Deutschland. Dies zeige, wie sehr der deutsche Fiskus in den letzten Jahren seinen Spielraum genutzt habe, um die steuerliche Bemessungsgrundlage zu verbreitern.

## Subjektives Nettoprinzip

### Grundsatz
Im Sinne des subjektiven Nettoprinzips bemisst sich die steuerliche Leistungsfähigkeit eines Steuerpflichtigen nach seinem frei verfügbaren Einkommen. Was der Steuerpflichtige aufwenden muss, um seine Existenz und die seiner Familie zu sichern, ist kein frei verfügbares Einkommen. Die Steuerfreiheit des Existenzminimums wird wie folgt abgesichert:
1. Grundfreibetrag: In Höhe des Sozialhilferegelsatzes („Bürgergeld“) wird das Einkommen steuerfrei gestellt. Der Grundfreibetrag verdoppelt sich bei zusammenveranlagten Ehegatten, weil diese eine Bedarfsgemeinschaft darstellen.
2. Objektives Nettoprinzip: Die mit Erwerbsarbeit verbundenen Aufwendungen sind in den Sozialhilfesätzen und folglich im Grundfreibetrag nicht berücksichtigt. Diese Aufwendungen sind als Werbungskosten oder Betriebsausgaben steuerlich abzugsfähig.
3. Familienleistungsausgleich: Die mit der Kindererziehung und Kinderbetreuung verbundenen Kosten werden steuerlich über Kindergeld oder Kinderfreibetrag, Erziehungsfreibetrag, Alleinerziehendenentlastungsbetrag berücksichtigt.
4. In einem verfassungsrechtlich noch nicht näher eingegrenzten Umfang sichert auch die Minderung der Steuerbemessungsgrundlage durch Sonderausgaben und außergewöhnliche Belastungen die Steuerfreiheit des Existenzminimums

### Verfassungsrang
Das subjektive Nettoprinzip ist ein Verfassungsgebot, das sich unmittelbar aus dem verfassungsrechtlichen Leistungsfähigkeitsprinzip ableitet. Die Vereinbarkeit einkommensteuerrechtlicher Regelungen mit dem subjektiven Nettoprinzip wird an Art. 3 Abs. 1 GG (Allgemeinen Gleichheitssatz), Art. 1 Abs. 1 in Verbindung mit Art. 20 Abs. 1 und Art. 6 Abs. 1 GG gemessen.

### Rechtsprechung
- Mit Urteil vom 13. Februar 2008 hat das Bundesverfassungsgericht entschieden, dass auch Aufwendungen eines Steuerpflichtigen für die Kranken- und Pflegeversicherung der Familie Teil des einkommensteuerrechtlich zu verschonenden Existenzminimums sind.[26] Der bisher nur beschränkt mögliche Sonderausgabenabzug für Kranken- und Pflegeversicherungsbeiträge reicht nicht aus, um die Kosten, welche aufgewendet werden müssen, um dem Steuerpflichtigen und seiner Familie eine sozialhilfegleiche Kranken- und Pflegeversorgung zu gewährleisten, steuerfrei zu stellen.[27] Dem Gesetzgeber wurde vom Bundesverfassungsgericht aufgegeben, bis zum 1. Januar 2010 für eine verfassungskonforme (neue) Regelung zu sorgen.[28]
- Urteil des BVerfG vom 10. November 1998:

„Die Leistungsfähigkeit von Eltern wird, über den existentiellen Sachbedarf und den erwerbsbedingten Betreuungsbedarf des Kindes hinaus, generell durch den Betreuungsbedarf gemindert. Der Betreuungsbedarf muß als notwendiger Bestandteil des familiären Existenzminimums […] einkommensteuerlich unbelastet bleiben.“

- Mit Urteil vom 29. Mai 1990 hat das Bundesverfassungsgericht die 1982 verabschiedete Kürzung des Kindergeldes für verfassungswidrig erklärt.[30]
- Urteil des BVerfG vom 22. Februar 1984:[31]

„Im Einkommensteuerrecht darf der Gesetzgeber für die Berücksichtigung zwangsläufiger Unterhaltsaufwendungen keine realitätsfremden Grenzen ziehen.“

- Mit Urteil vom 3. November 1982 entschied das Bundesverfassungsgericht, dass die Kinderbetreuungskosten von Alleinerziehenden (damals) steuerrechtlich nicht ausreichend berücksichtigt wurden.[32]